# Pericharax pyriformis
Pericharax pyriformis är en svampdjursart som beskrevs av Burton 1932. Pericharax pyriformis ingår i släktet Pericharax och familjen Leucettidae. Inga underarter finns listade i Catalogue of Life.